# ماکسیم کورنینکو
ماکسیم کورنینکو (انگلیسی: Maksym Korniyenko؛ زادهٔ ۲۶ ژوئن ۱۹۸۷) بازیکن بسکتبال اهل اوکراین است.